# سایوز تی‌ام-۱۴
سایوز-تی‌ام-۱۴ (به روسی: Союз )(به معنای اتحاد) نخستین مأموریت فضایی کشور روسیه٬ یکی از مأموریت های اینترکسموس و چهاردهمین مأموریت سرنشین دار روس‌ها به سمت ایستگاه فضایی میر محسوب می شود. در طول این ماموریت ۲ فضاپیمای پشتیبانی پروگرس به ایستگاه متصل شد.

## خدمه مأموریت
| شماره | نام                | ملیت  | تعداد پرواز | نقش عملیاتی | تصویر |
| ۱     | الکساندر ویکتورنکو | روسیه | ۳           | فرمانده     |       |
| ۲     | الکساندر کالری     | روسیه | ۱           | مهندس پرواز |       |
| ۳     | کلاوس دیتریش فلاده | آلمان | ۱           | محقق فضایی  |       |